# Egisto Tango
Egisto Tango (Róma, 1873. november 13. – Koppenhága, 1951. október 5.) olasz származású karmester. 

## Élete
Zenei tanulmányait a nápolyi konzervatóriumban végezte, majd 1893-ban Velencében operakarmesterként debütált. 1895-ben a milánói Scalában, 1903–1908 között Berlinben, 1909–10-ben a New York-i Metropolitanban, 1911-12-ben ismét Olaszországban vezényelt. 1913. április 1. és 1919. szeptember 15. között a Magyar Királyi Operaház főzeneigazgatója volt. Bartók Béla színpadi művei közül ő mutatta be A fából faragott királyfit (1917) és A kékszakállú herceg várát (1918). A Hevesi Sándor rendezte Verdi-előadások feledhetetlen dirigense volt. 1920–26-ban Németországban, később a bécsi Volksoperben és Koppenhágában működött. A magyar muzsikusok közül később Telmányi Emil hegedűművésszel dolgozott együtt, akivel egyebek mellett lemezre vette Carl Nielsen hegedűversenyét (1947).
Portréját Márffy Ödön festette meg.